# Mccarthismus

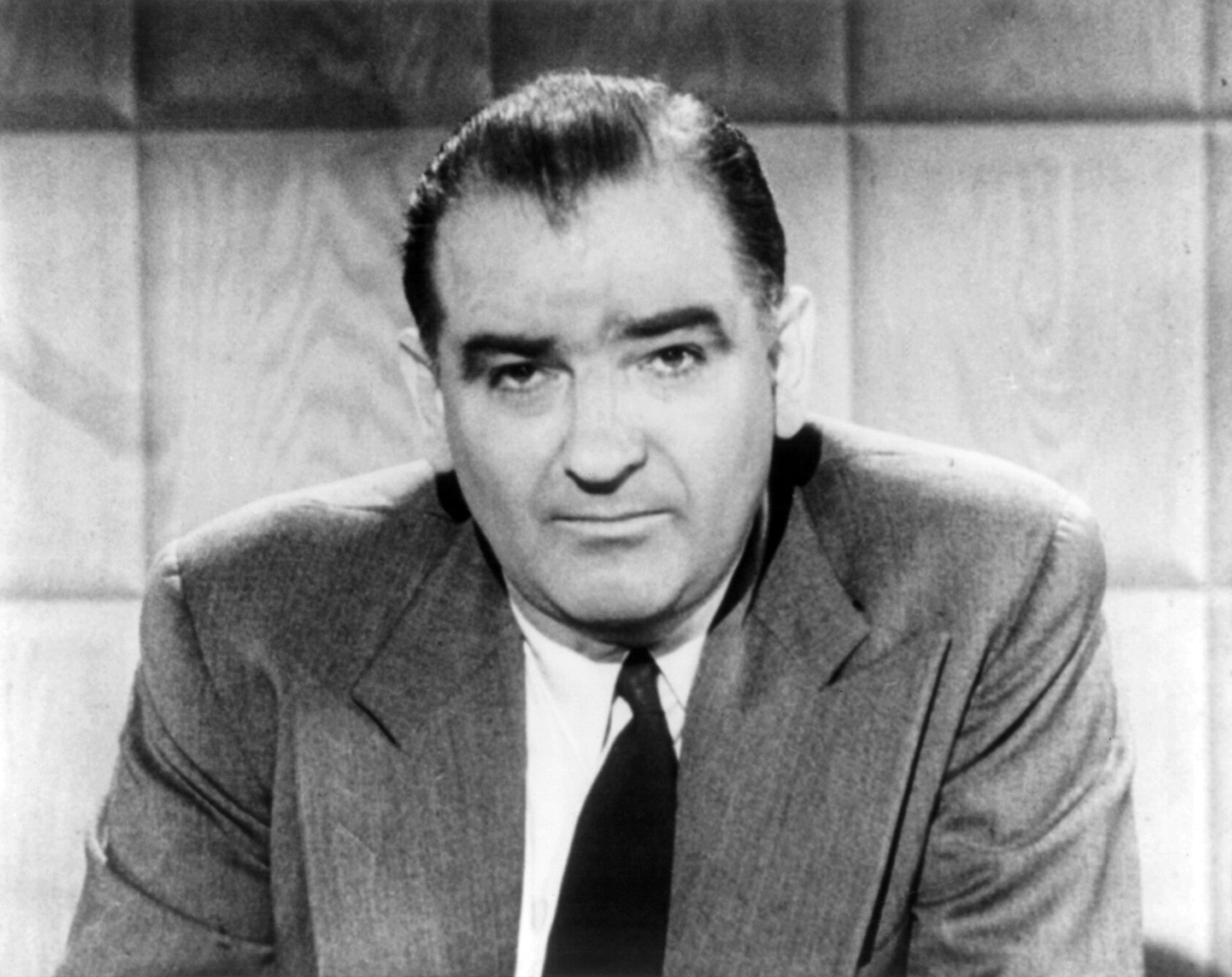
Senátor Joseph McCarthy (1908–1957)

Mccarthismus (anglicky McCarthyism) označuje praxi, během které byla vytvářena obvinění z podvratné činnosti nebo velezrady bez ohledu na důkazy. Dle internetového slovníku termín označuje „praxi vytváření obvinění ze zrady, zvláště za sympatizování s komunismem, a to bez pevných důkazů“, a také „praxi vytváření nespravedlivých obvinění či využívání nespravedlivých vyšetřovacích metod s cílem omezit disent a politickou kritiku“. Termín pochází z období dějin USA zvané druhá rudá panika (Second Red Scare), které se datuje mezi lety 1950 a 1956 a proslulo vysokou mírou politických represí proti americké levici a cíleným šířením strachu mezi obyvateli. Pojem byl poprvé užit k popsání antikomunistických tlaků republikánského senátora Josepha McCarthyho ze státu Wisconsin, který byl hlavní mediální tváří amerického antikomunismu od roku 1947 až do své smrti v roce 1957.
Mezi lety 1946 až 1956, během mccarthismu, byly provedeny dvě popravy (Julius a Ethel Rosenbergovi), nejméně 11 500 úředníků bylo propuštěno či odvoláno, přibližně 300 osob se vyskytlo na černých listinách Hollywoodu, několik desítek osob zvolilo exil, 67 cizinců bylo deportováno, 145 osob bylo zatčeno za komunistickou činnost, desítky osob byly odsouzeny za urážku Kongresu nebo křivé svědectví, FBI prověřila 2,3 milionů federálních úředníků a o 40 tisících z nich vedla záznam, FBI také prověřila spisy 13,5 milionů pracujících. Celkově několik milionů osob bylo podezříváno z komunismu a byly o nich vedeny složky.:s.158–159 Hlavními cíli podezření ze sympatizování s komunismem se stali státní a federální úředníci, lidé zaměstnaní v zábavním průmyslu, učitelé a odboroví předáci. Pro mnoho vyslýchaných znamenalo již pouhé podezření ztrátu zaměstnání a konec profesní kariéry.
Nejznámějšími složkami mccarthismu byly proslovy, vyšetřování a slyšení vedená senátorem McCarthym, hollywoodská černá listina, slyšení Výboru pro neamerickou činnost (HUAC) a aktivity FBI pod vedením ředitele J. Edgara Hoovera.

## Původ
Historická éra, která byla později pojmenována mccarthismus, začala již dlouho před příchodem senátora McCarthyho. Počátky represí komunistů sahají až do období dějin USA zvané první rudá panika (mezi lety 1917–1920), jež reagovalo na vzestup Komunistické strany Spojených států amerických (CPUSA) jako politické síly. Během druhé světové války (1941–1945), když byly USA spojencem se SSSR, byl antikomunismus v USA utlumen. Avšak s koncem druhé světové války vypukla studená válka a komunistické státy se pro USA staly hlavním nepřítelem. Léta 1949 a 1950 v USA vyvolala obavu ze sovětské špionáže na území USA a možné podvratné činnosti na domácí půdě. V červnu 1950 vypukla korejská válka, ve které USA bojovaly proti severokorejskému komunistickému režimu podporovanému Čínskou lidovou republikou a SSSR.
V lednu 1950 byl Alger Hiss, úředník amerického ministerstva zahraničí obviněn ze špionáže, ale usvědčen pouze z křivé přísahy. Ve Spojeném království se britský fyzik Klaus Fuchs přiznal ze špionáže ve prospěch SSSR, když se podílel na projektu Manhattan. V roce 1950 byli v USA také zatčeni manželé Julius a Ethel Rosenbergovi, kteří byli obviněni z ukradení plánů atomové bomby pro SSSR a v roce 1953 popraveni.
Ačkoliv byl po druhé světové válce antikomunismus rétorikou především demokratického prezidenta Harryho S. Trumana, během projednávání případu Algera Hisse, se této rétoriky chopil i tehdejší republikánský senátor Richard Nixon, který ovšem dbal o svou dlouhodobou kariéru, což mu již v roce 1952 přineslo roli spolukandidáta Dwighta D. Eisenhowera a mezi lety 1953–1961 funkci viceprezidenta. Hlavní mediální tváří republikánského antikomunismu se tak stal senátor Joseph McCarthy.:s.27-28 Senátor McCarthy v únoru 1952 vystoupil s údajným seznamem 205 členů Komunistické strany USA, kteří pracují ve státní sféře. Ačkoliv tento seznam nikdy nepředložil ke kontrole, stačilo to na vypuknutí druhé rudé paniky a období mccarthismu.:s.29

## Instituce

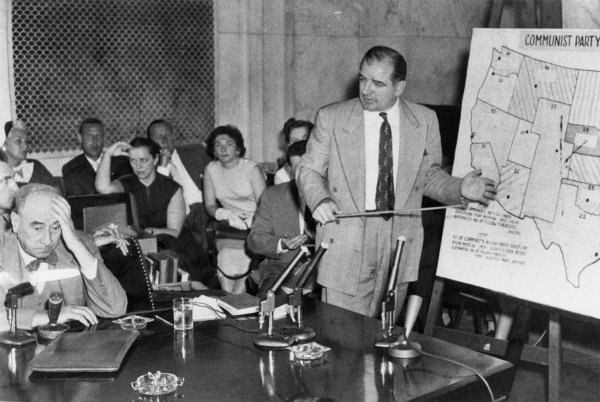
Joseph N. Welch (vlevo) a senátor McCarthy během slyšení o pokrytí údajné komunistické hrozby v USA (1954).

Hlavními vládními tělesy pro vyšetřování komunistů či podezřelých z komunismu byly Výbor pro neamerickou činnost (HUAC), Senátní podvýbor pro vnitřní bezpečnost (SISS) a Stálý senátní podvýbor pro vyšetřování (PSI). Mezi lety 1949 a 1954 tyto instituce vedly 109 vyšetřování.
Dne 2. prosince 1954 byl senátor McCarthy odsouzen americkým Senátem za činnost znevažující Senát a obdržel důtku (69 senátorů pro udělení a 24 proti). Senátorovi také rychle ubývala podpora obyvatel, zatímco v lednu 1954 ho příznivě vnímalo 50 % dotázaných, v listopadu 1954 to bylo již jen 35 %.:s.36-37

### Legální rámec
Již za prezidenta Franklina D. Roosevelta byly přijaty různé antikomunistické zákony, které umožňovaly úřadům prošetřovat své zaměstnance. Během druhé světové války a spojenectví se SSSR se tyto zákony příliš nevyužívaly, ale po skončení války se staly legální bází pro státní antikomunismus. Roku 1940 byl přijat také zákon o evidování cizinců (Alien Registration Act, známější pod názvem Smith Act), roku 1950 zákon o vnitřní bezpečnosti (Internal Security Act, známější pod názvem McCarran Act) a roku 1952 zákon o přistěhovalectví (Immigration and Nationality Act, také známý jako McCarran–Walter Act). Všechny umožňovaly provádět kontroly obyvatel a především cizinců a dokonce je preventivně věznit.:s.39-41 FBI díky těmto zákonům vytvořila seznam 26 tisíc osob, které měly být preventivně zatčeny v případě výjimečného stavu. Mezi jmény na seznamu figuroval například i spisovatel Norman Mailer.:s.42
Pod Smithovým zákonem byly vyšetřovány stovky lidí. Roku 1954 byl vydán také Communist Control Act, který Komunistické straně USA zakazoval provádět „komunistické činnosti“ a kriminalizoval její členy. Do roku 1957 bylo souzeno 140 vedoucích členů Komunistické strany USA a z nich 93 uvězněno za podvratnou činnost.
V březnu 1947 podepsal prezident Harry S. Truman legislativní nařízení 9835, známé jako Loyalty Order, které zavádělo první americký systém prokazování loajality s cílem zbavit se komunistů ve státní sféře. V roce 1953 prezident Dwight Eisenhower toto nařízení rozšířil o možnost propuštění zaměstnanců při pouhém podezření. V roce 1954 byl takto propuštěn například fyzik Robert Oppenheimer, který mezi lety 1942 a 1946 spolupracoval na projektu Manhattan, a v roce 1954 pracoval jako poradce ve Výboru pro jadernou energii. Procedury prověřování loajality se dotkly 13,5 milionů obyvatel. Žádný špion nebyl odhalen, ale 3 900 lidí ve veřejném sektoru a 5 400 osob v soukromém sektoru dostalo výpověď.:s.43
V roce 1942 začalo ministerstvo spravedlnosti Spojených států amerických vytvářet seznam organizací podezřelých z možné podvratné činnost. Na veřejnost se dostal poprvé v roce 1948, kdy čítal 78 organizací. Roku 1950 čítal 197 organizací, z nichž mělo být 132 komunistických. V roce 1953 až 254 organizací.:s.44

### Výbor pro neamerickou činnost (HUAC)

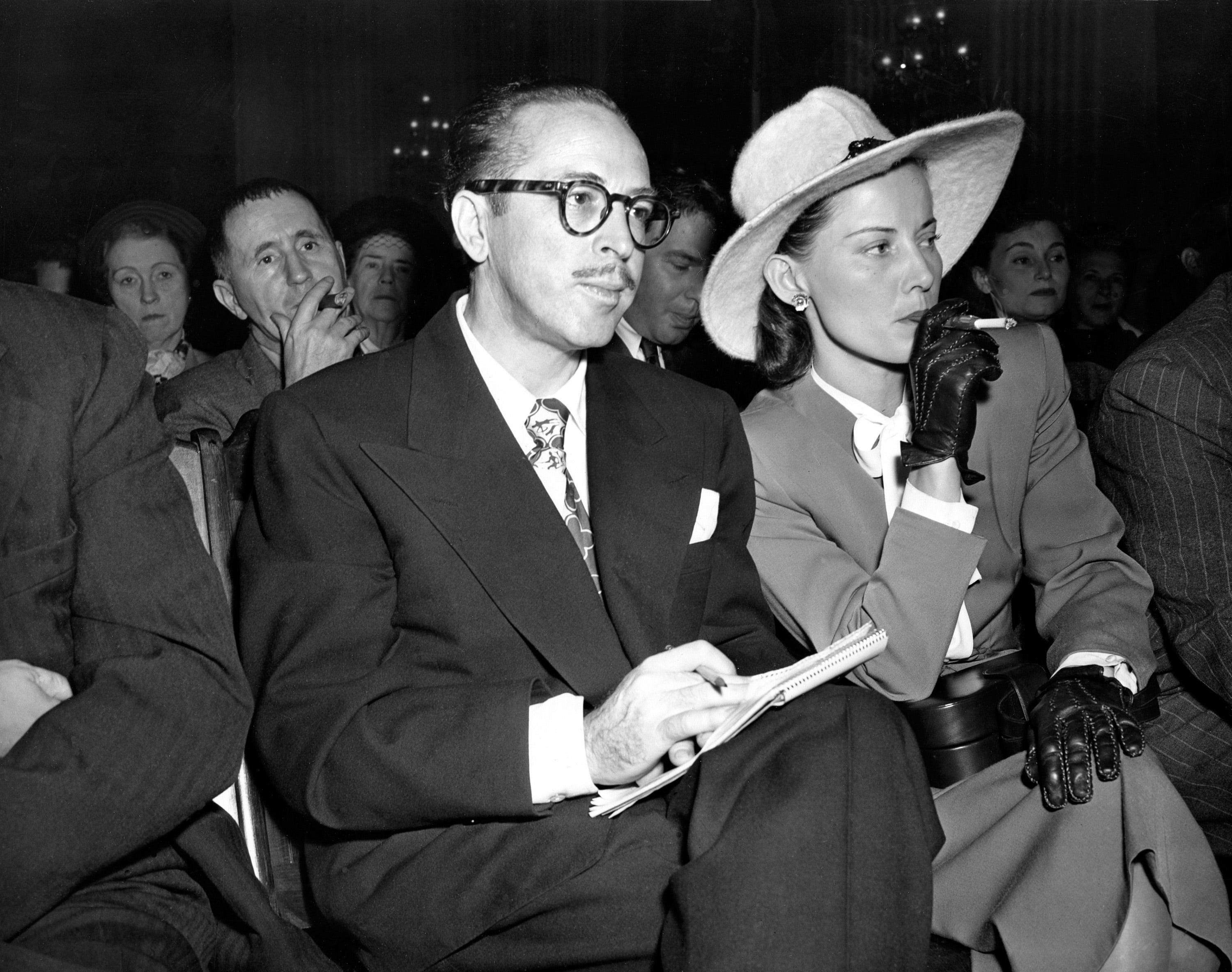
Dalton Trumbo a jeho manželka Cleo před komisí HUAC (1947).

Výbor pro neamerickou činnost (HUAC) proslul zejména svou činností proti osobám ze zábavního průmyslu (Hollywoodu), když vytvořil černou listinu pro 300 osob (herců, scenáristů, režisérů, pomocného štábu...). Všichni v Hollywoodu museli odpovědět na otázku, zda jsou či někdy byli členy Komunistické strany USA. Roku 1947 deset osob odmítlo odpovědět a byli uvězněni (známí pod názvem Hollywoodská desítka). Všichni z nich se odkazovali na první dodatek Ústavy, týkající se svobody slova, shromažďování a vyznání. Nakonec byli odsouzeni za urážku Kongresu. Byli odsouzeni na dva měsíce až rok odnětí svobody. Hollywoodskou desítku tvořili: Alvah Bessie, Herbert Biberman, Lester Cole, Edward Dmytryk, Ring Lardner Jr., John Howard Lawson, Albert Maltz, Samuel Ornitz, Adrian Scott a Dalton Trumbo. V budoucnu se vyslýchaní odkazovali také k pátému dodatku Ústavy, který umožňuje obviněným odmítnout vypovídat proti sobě samým a požadovat řádný soudní proces. I tato taktika se ovšem ukázala jako neúčinná.:s.109-112 Později byly komisí předvolány i osoby, které měly dosvědčit často důkazy nepodložená obvinění komise. Mezi osobami, které se rozhodly s komisí spolupracovat a podávat svědectví, byli i Budd Schulberg nebo Elia Kazan. V takové atmosféře udávání zvolili někteří herci exil (například Charlie Chaplin).:s.113-116

### J. Edgar Hoover a FBI

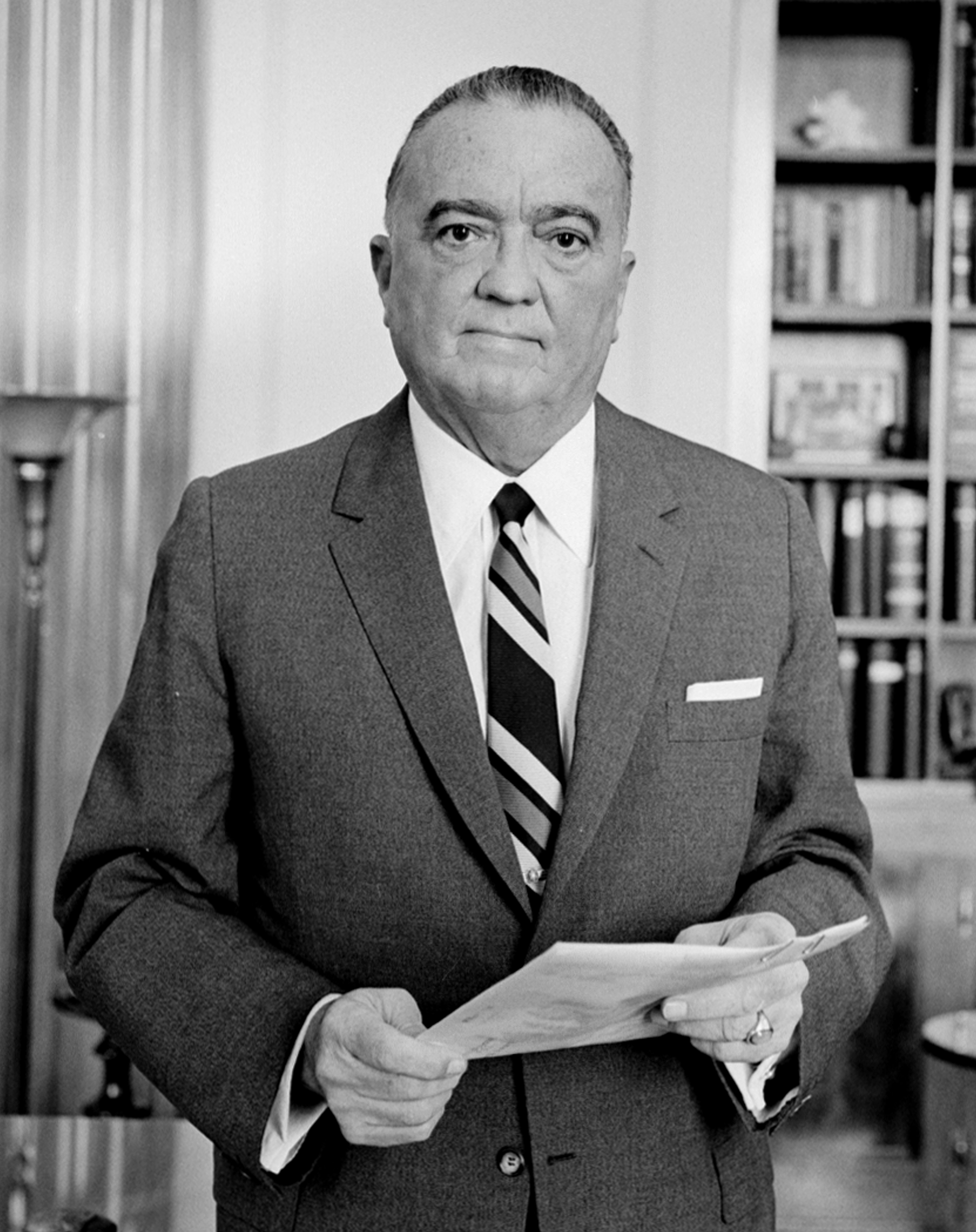
Ředitel FBI J. Edgar Hoover (1961).

FBI pod vedením J. Edgara Hoovera hrála výraznou roli během mccarthismu. Mezi lety 1947 a 1952 se počet agentů FBI zdvojnásobil, což svědčilo o nárůstu zájmu o vnitřní bezpečnost. Mezi lety 1951 a 1955 FBI vedla tajný Responsibilities Program, ve kterém sledovala potenciální subverzivní činnost a vůdce občanských hnutí. Metody, ke kterým FBI tehdy sahala, byly nelegální (od sledování, přes otevírání pošty až po nelegální odposlechy). Obviněné osoby si v atmosféře rudé paniky často nebyly schopné nalézt právníka, jednou z mála právních firem, která je podporovala byla National Lawyers Guild, která se tím také dostala do hledáčku FBI.
Od roku 1956 začal proti metodám FBI za Hoovera protestovat Nejvyšší soud Spojených států amerických. Hoover proto založil nový tajný program COINTELPRO, zaměřený proti domácím podvratným organizacím. Program byl zrušen až roku 1971.

## Zasažení mccarthismem
Represe mccarthismu se víceméně dotkly milionů lidí, avšak reálný dopad měly jen na desítky tisíc z nich. Postupně se Rudá panika začala vztahovat na vše „neamerické“, tedy vše proti hodnotám vlastenectví a konzervatismu. Do kolonky podezřelých se tak postupně dostali nejen komunisté, ale také příznivci levice, umělci, učitelé, cizinci (i naturalizovaní) či homosexuálové (homosexualita byla v 50. letech prohlášena za psychologickou poruchu).
Mezi zasažené osobnosti například patřili: Lucille Ballová, Elmer Bernstein, Leonard Bernstein, David Bohm, Bertolt Brecht, Luis Buñuel, Charlie Chaplin, Aaron Copland, William Edward Burghardt Du Bois, Albert Einstein, Lion Feuchtwanger, John Garfield, Allen Ginsberg, Heinrich Mann, Klaus Mann, Thomas Mann, Arthur Miller, Robert Oppenheimer, Paul Robeson, Pete Seeger, Irwin Shaw, Orson Welles. Z českého prostředí například Jiří Voskovec.

## Díla reflektující mccarthismus
- Mandžuský kandidát – Americký film z roku 1962. Režie John Frankenheimer.
- Point of Order – Americký dokumentární film z roku 1964. Režie Emile de Antonio.
- Takoví jsme byli – Americký film z roku 1973. Režie Sydney Pollack.
- Na černé listině – Americký film z roku 1976. Režie Martin Ritt.
- Stopa – Americký film z roku 1985. Režie Jonathan Lynn.
- Bezvýznamnost – Britský film z roku 1985. Režie Nicolas Roeg.
- Dům na Carroll Street – Americký film z roku 1988. Režie Peter Yates.
- Předem vinni – Americký film z roku 1991. Režie Irwin Winkler.
- Majestic – Americký film z roku 2001. Režie Frank Darabont.
- Dobrou noc a hodně štěstí – Americký film z roku 2005. Režie George Clooney.
- Trumbo – Americký dokumentární film z roku 2007. Režie Peter Askin.
- Witness 11 – Americký krátkometrážní film z roku 2012. Režie Sean Mitchell.
- Trumbo – Americký film z roku 2015. Režie Jay Roach.
- Oppenheimer (film) - Americký film z roku 2023. Režie Christopher Nolan.